# Epitrichius versutus
Epitrichius versutus är en skalbaggsart som beskrevs av Jan Krikken 1972. Epitrichius versutus ingår i släktet Epitrichius och familjen Cetoniidae. Inga underarter finns listade i Catalogue of Life.